# Lutostański
Lutostański (forma żeńska: Lutostańska; liczba mnoga: Lutostańscy) – polskie nazwisko. Na początku lat 90. XX wieku w Polsce nosiło je 648 osób. Według danych rządowych w styczniu 2020 w bazie PESEL znajdowało się 347 mężczyzn, oraz 341 kobiet o tym nazwisku.

## Znane osoby
- Jerzy Lutostański – polski porucznik
- Karol Lutostański – polski prawnik, specjalista prawa rodzinnego, profesor Uniwersytetu Warszawskiego
- Łukasz Lutostański – polski urzędnik i dyplomata
- Seweryn Lutostański – prawnik polski, sędzia
- Stanisław Lutostański – polski rzeźbiarz